# دشتروم
دشتروم منطقه‌ای است سردسیری در جنوب یاسوج با فاصله‌ای حدود ۱۷ کیلومتری در مسیر جاده بابامیدان. این منطقه قبلاً محل ییلاق عشایر بوده‌است ولی درحال حاضراین منطقه به یک منطقه کشاورزی تغییر یافته که سطح زیر کشت آن بالغ بر ۵۰۰۰ هکتار است که به صورت آبی و دیم زیر کشت می‌رود.
دشت روم با قرار گرفتن در حوزه آبریز کوه‌های پازنان، دارای رودخانه‌ای دائمی و بسیار زیباست که در فصل بهار و تابستان دارای آب فراوانی است. این منطقه همچنین دارای هوای خنک و دلپذیریست و در فصول مختلف سال محل مناسبی است برای گشت و گذار مسافرانی که به این منطقه سفر می‌کنند. در حال حاضر این منطقه به کمربندی از باغات: سیب، هلو، آلو، گلابی، انگور و… تبدیل گردیده‌است و یکی از مراکز اصلی کشاورزی استان کهگیلویه و بویراحمد به حساب می‌آید.
از مکان‌های گردشگری این منطقه می‌توان به منطقه عشایر نشین منصورآباد، چشمه پهن، دلی بردخیاری، دلی اولادعلی مؤمن، روستای مورصفا و سواحل رودخانه آن اشاره کرد. کارخانه سیمان دشتروم واقع در تنگاری، تنهاکارخانه موجود در این منطقه است که زمینه اشتغال تعدادی از افراد بومی و غیربومی را ایجاد کرده‌است.

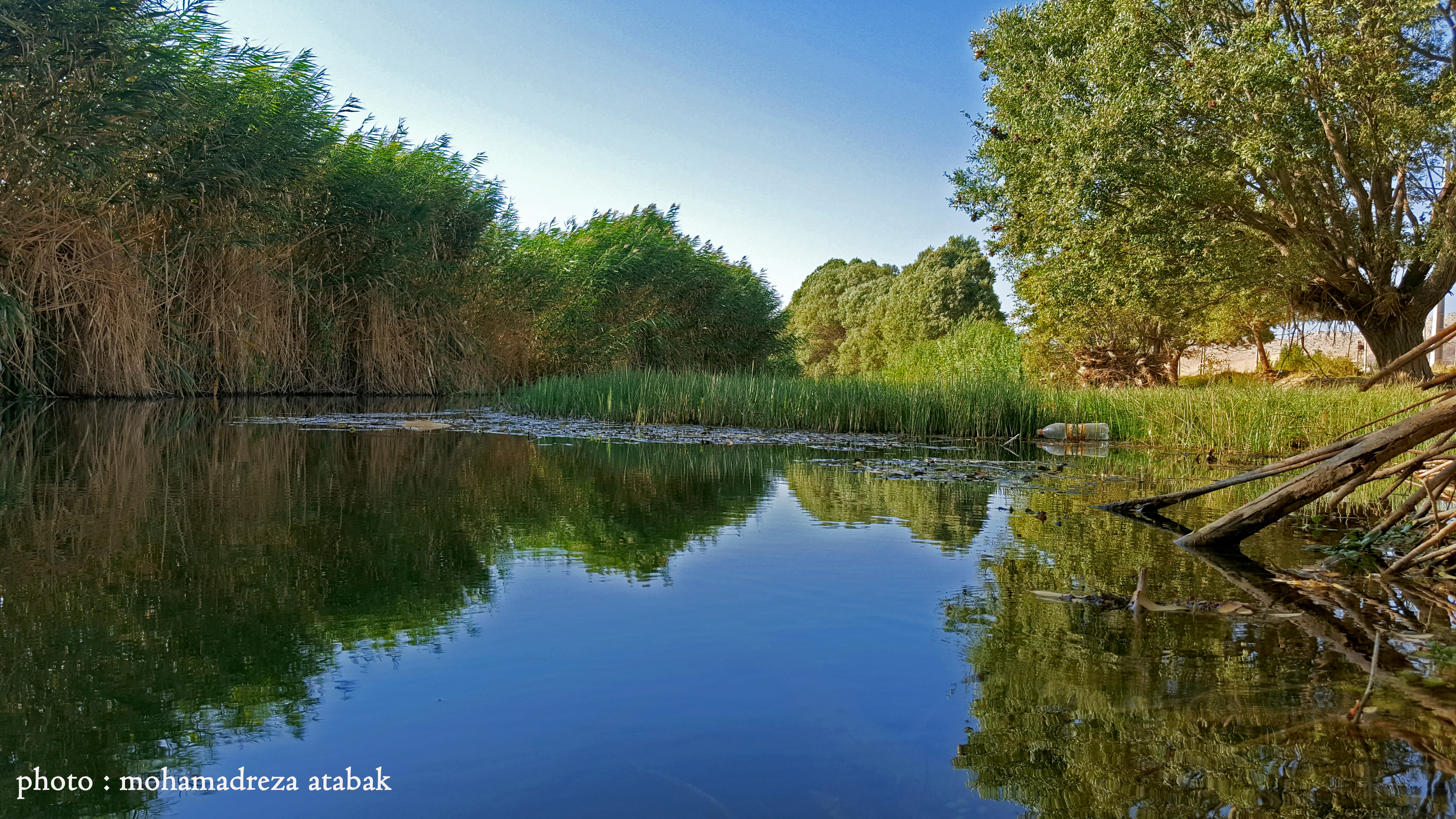
دشتروم مورصفامحمدرضا اتابک

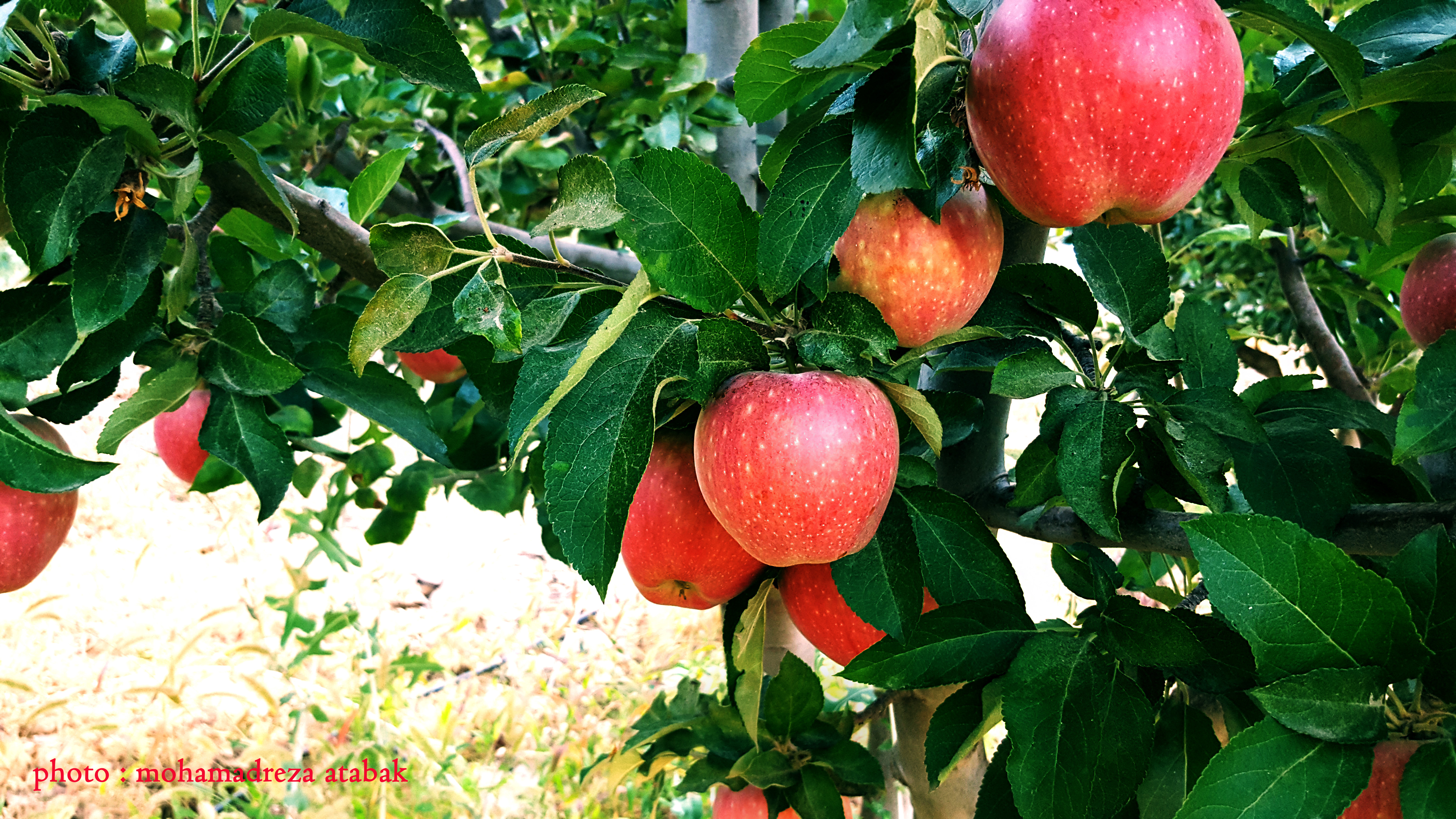
دشتروم تلخدان دمکره محمدرضا اتابک

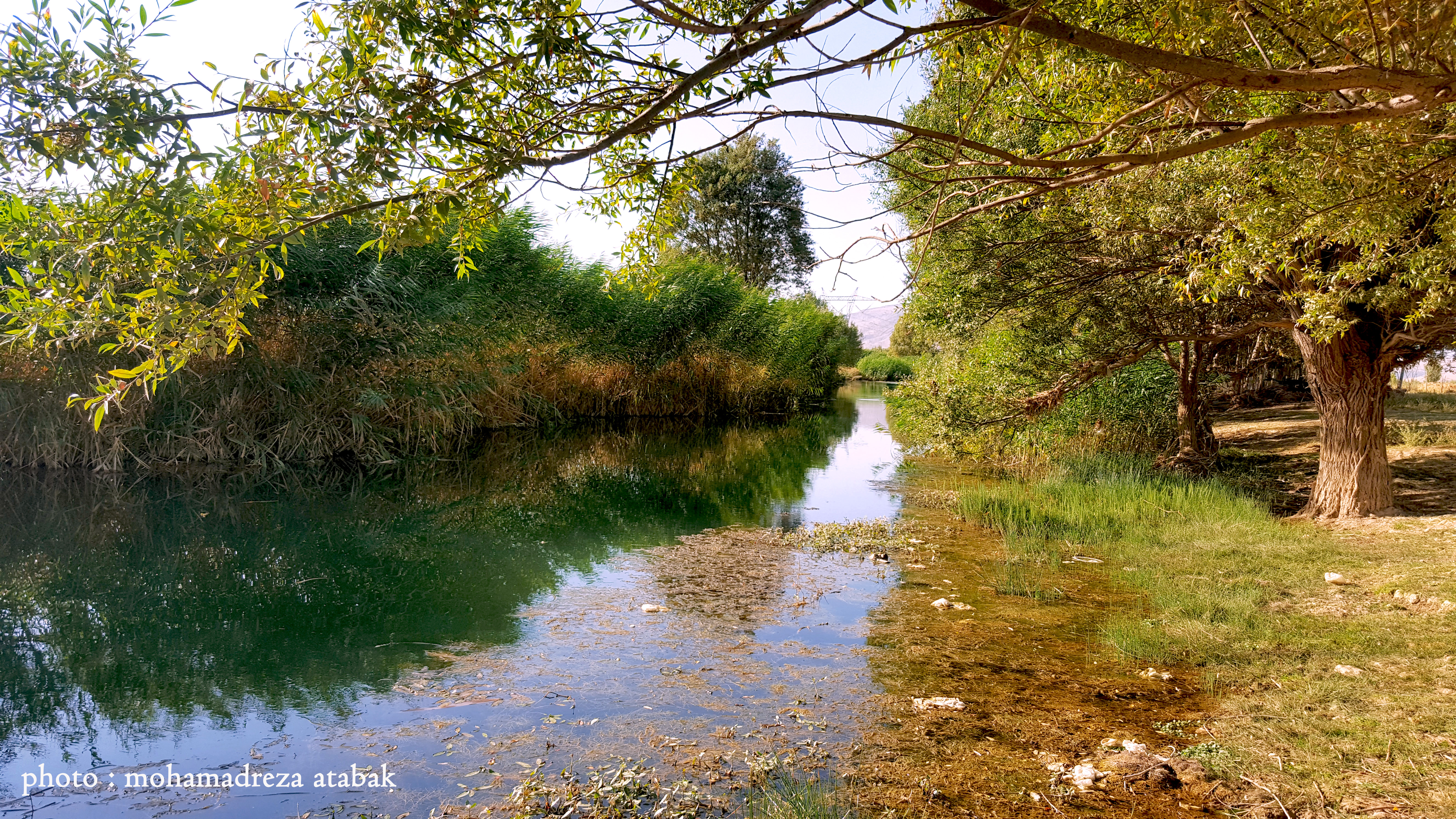
دشتروم مورصفا محمدرضا اتابک

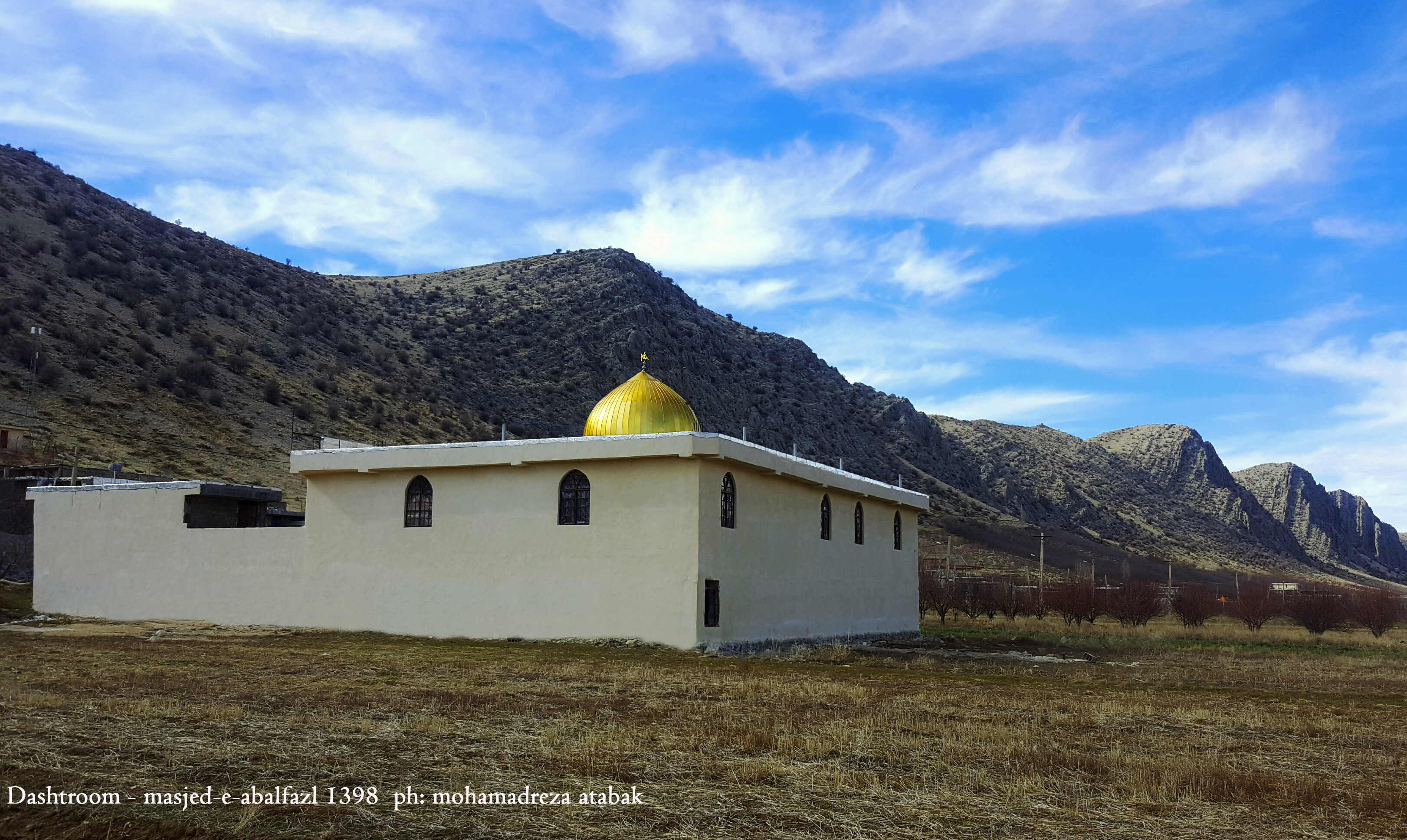
مسجد ابوالفضل تلخدان_دشتروم_محمدرضا اتابک

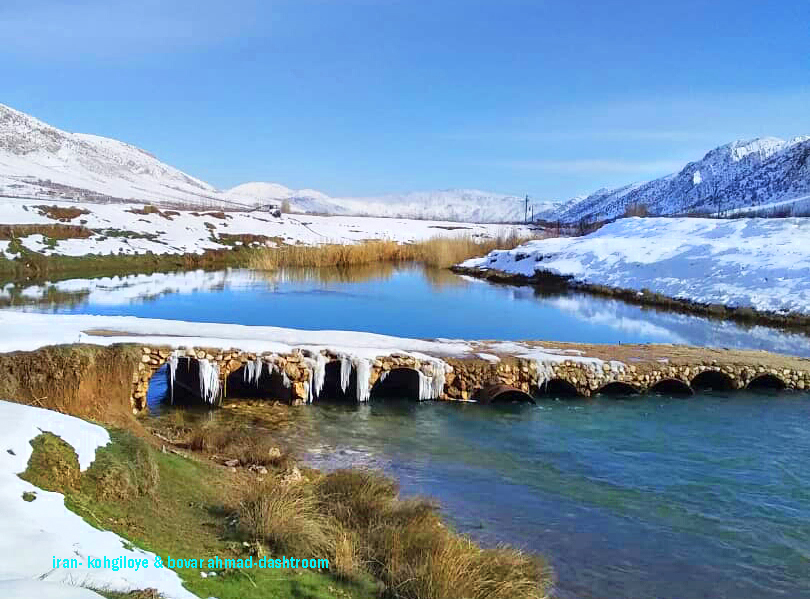
دشتروم_محمدرضا اتابک

## محصولات کشاورزی
- جو، گندم، ذرت، چغندر، لوبیا، نخود، عدس، کلزا سیب، هلو، سبزیجات، خیار، کدو و …

## نگارخانه

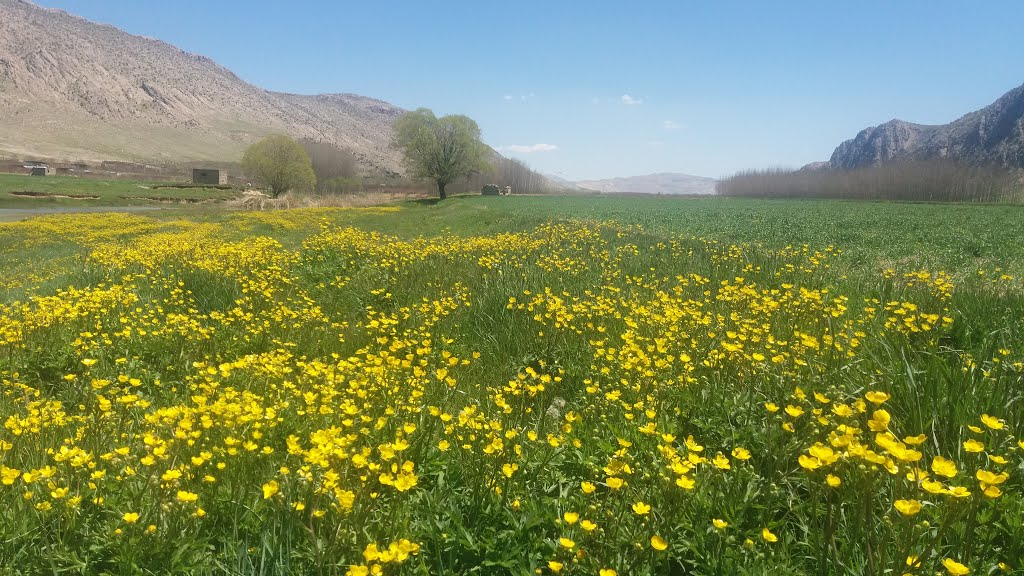
امیرآباد دشتروم (تلخدان)۱۳۹۴ محمدرضا اتابک
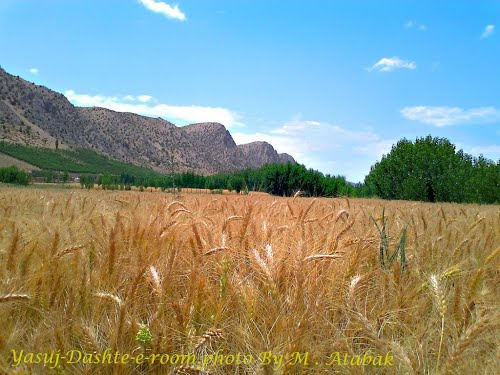
امیرآباد دشتروم (تلخدان)  ۱۳۹۰ محمدرضا اتابک
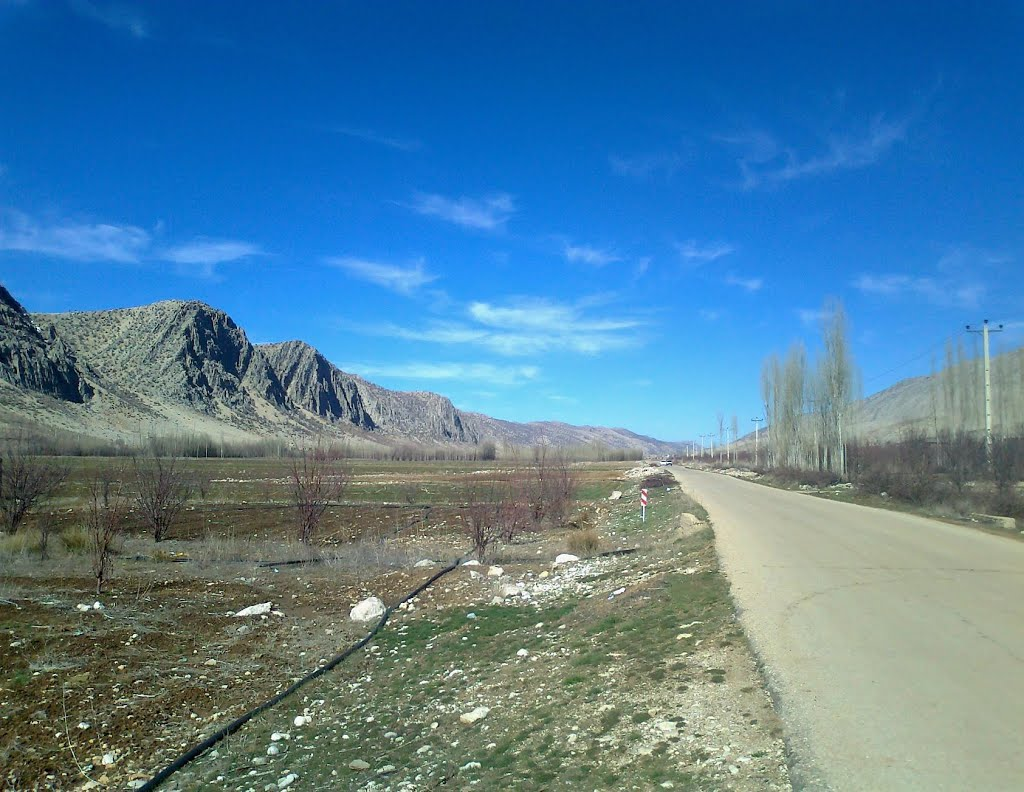
زمستان دشتروم امیرآباد ۱۳۹۰
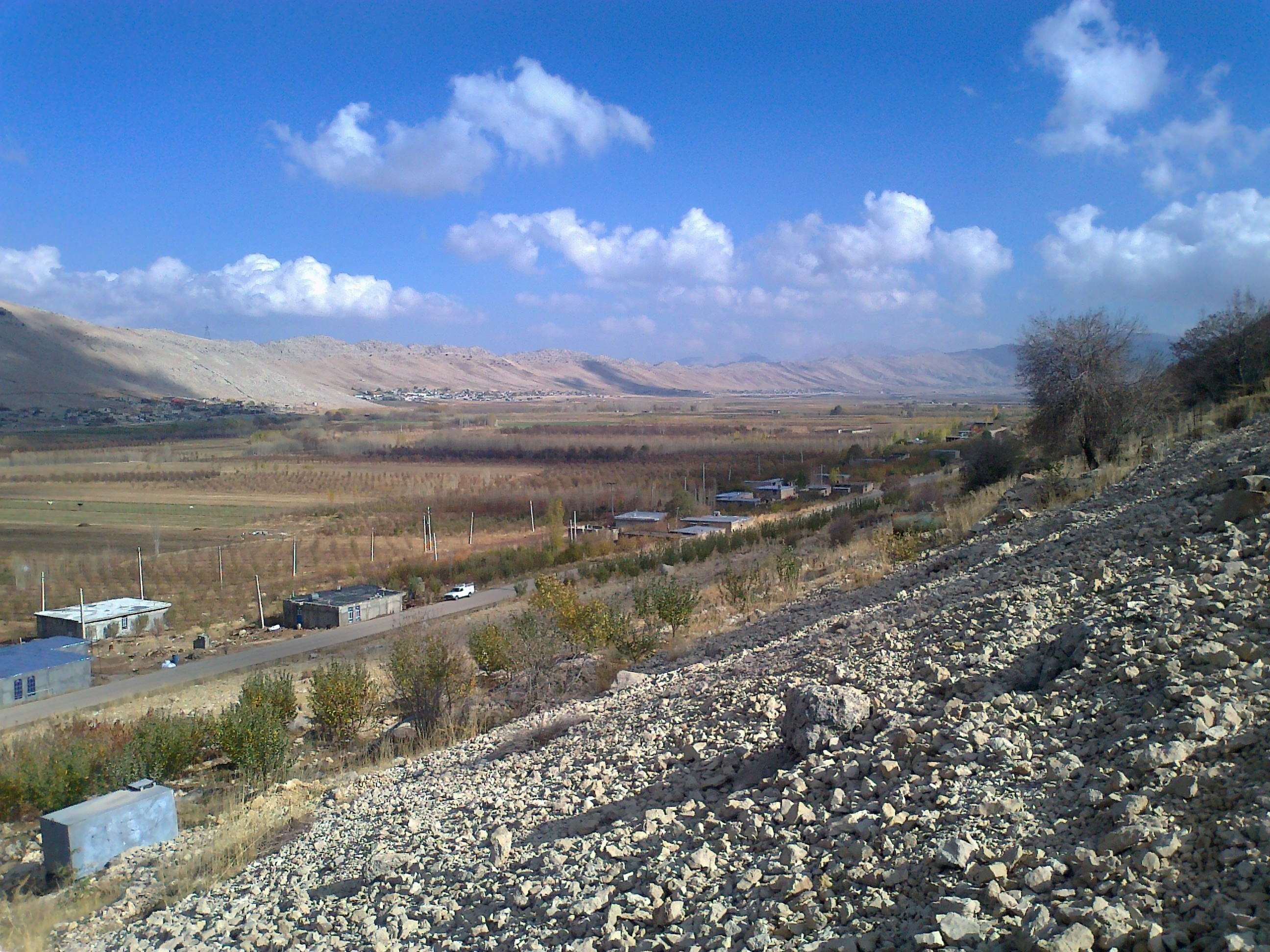
فصل پاییز دشتروم تلخدان محمدرضا اتابک ۱۳۹۰
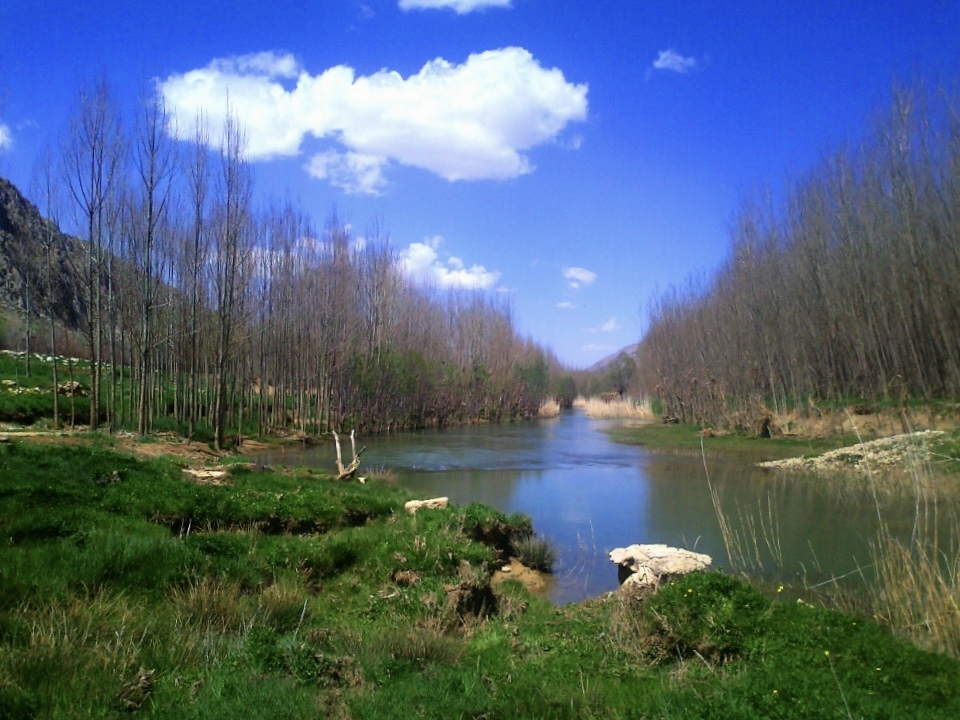
دمکره دشتروم _ فروردین محمدرضا اتابک۱۳۹۴
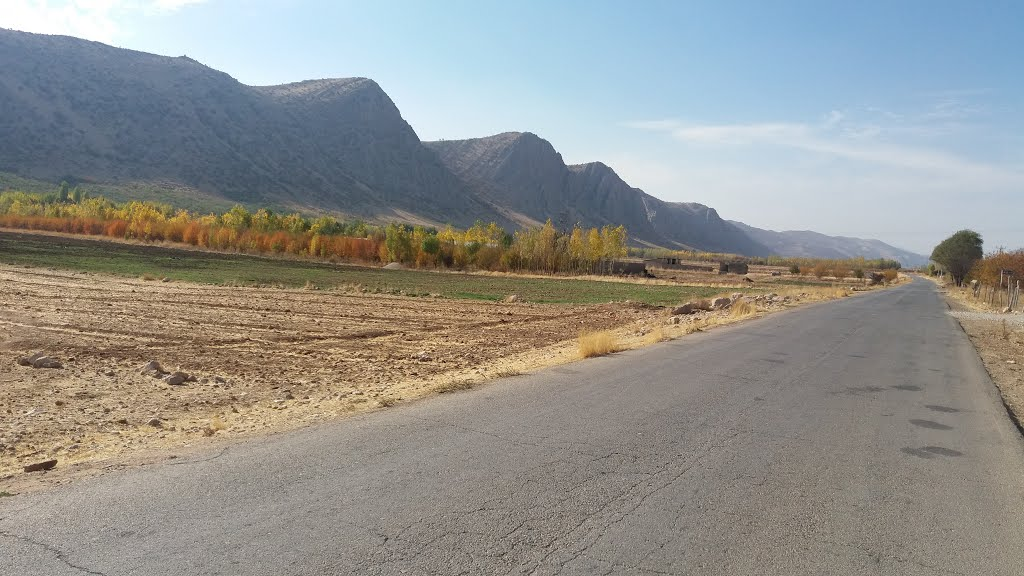
پاییزدشتروم-امیرآباد ۱۳۹۰
امیرآباد دشتروم (تلخدان). ۱۳۹۰
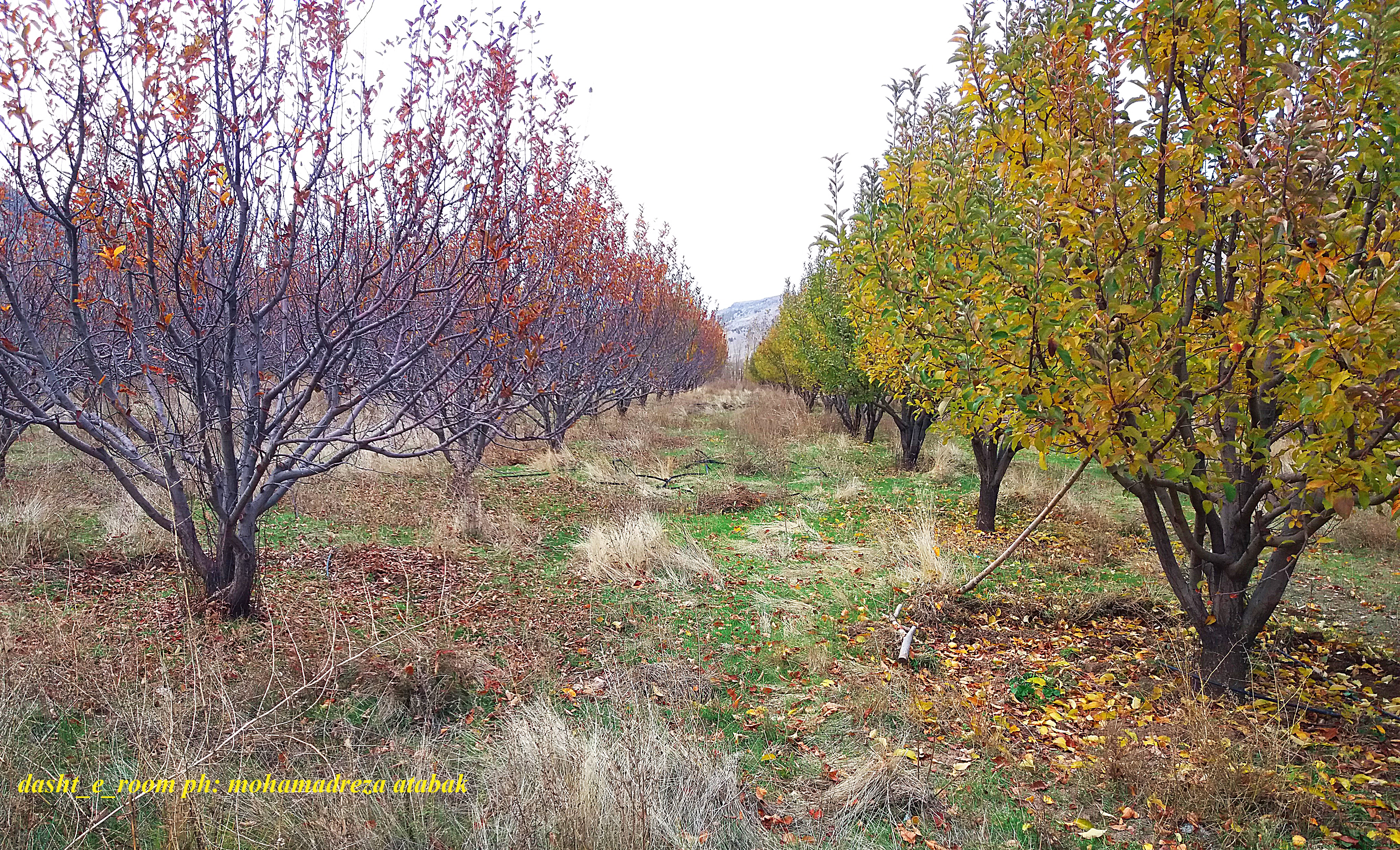
آذرماه ۱۳۹۶
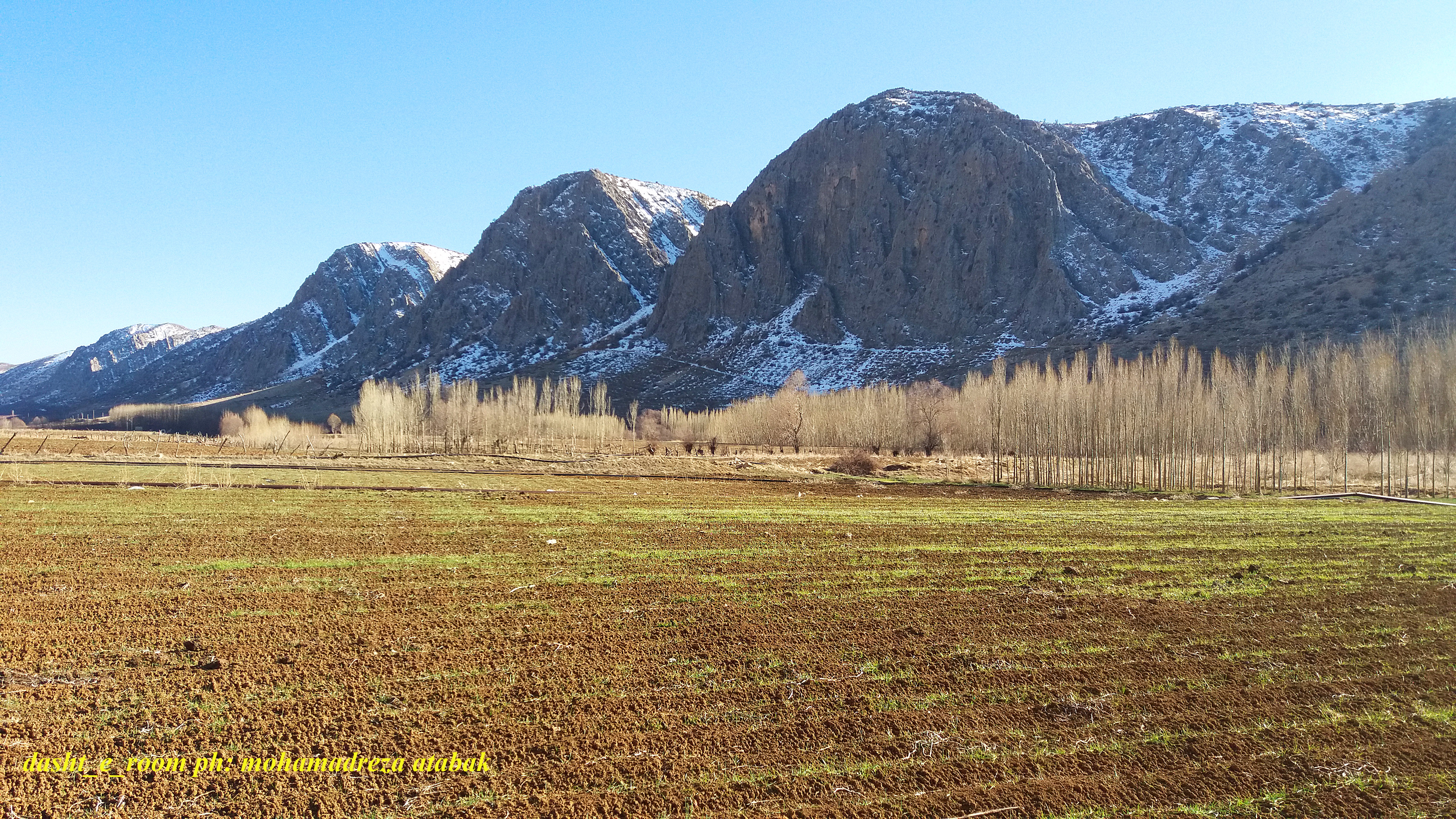
:دمکره دشتروم  آذر ماه ۱۳۹۴
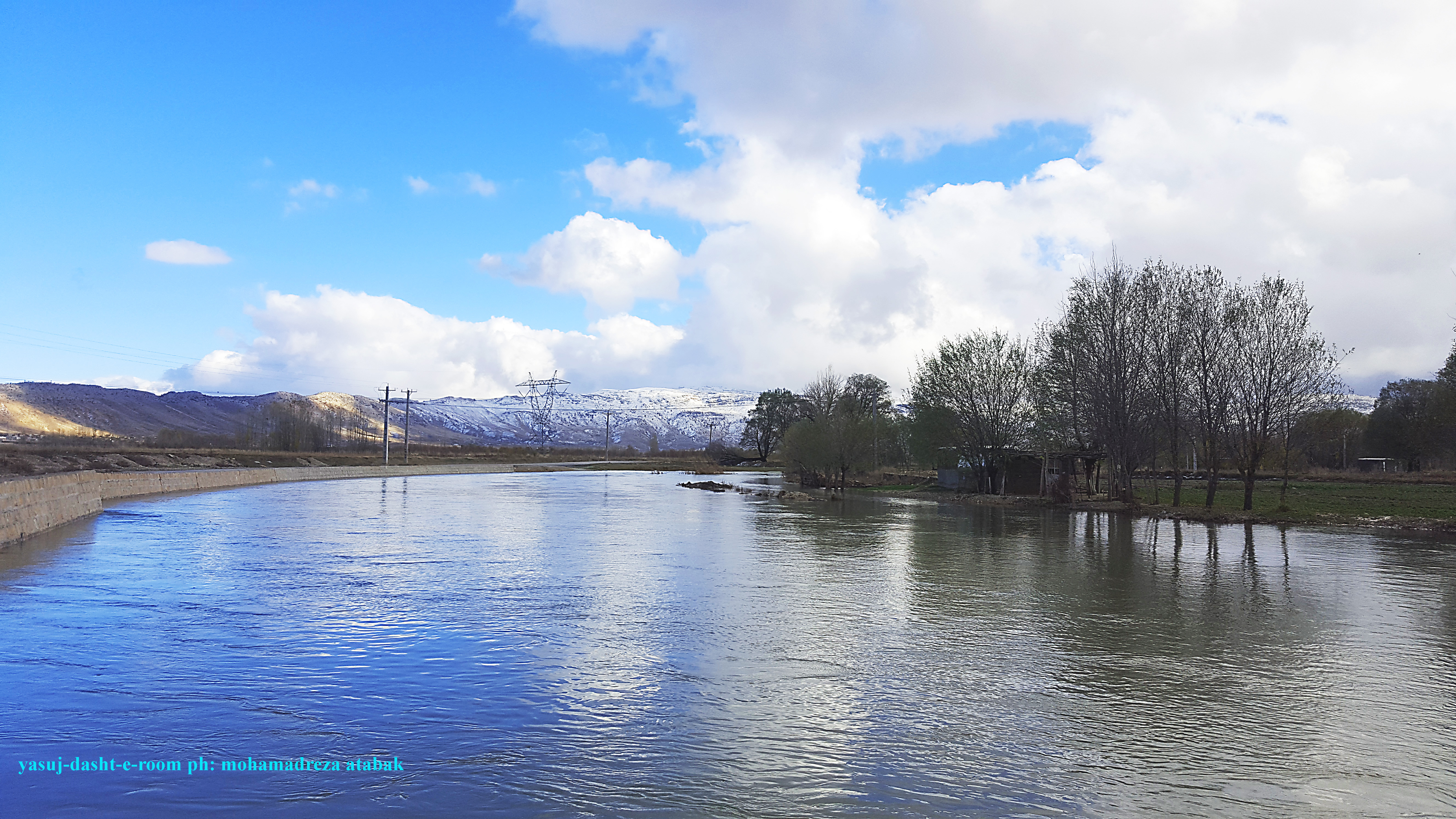
: دشتروم مورصفا  آذرماه۱۳۹۷
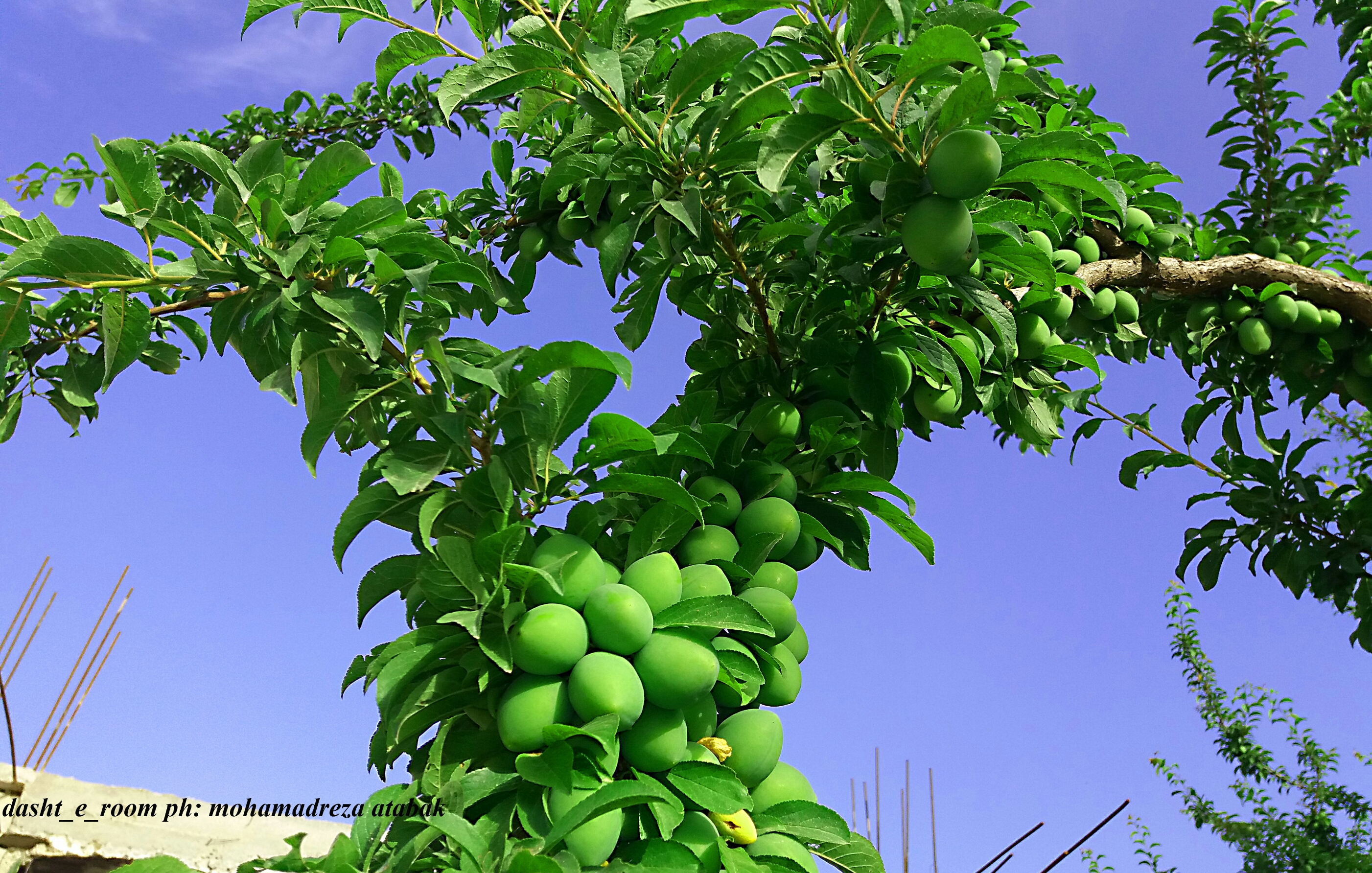
:دمکره دشتروم  تابستان ۱۳۹۷
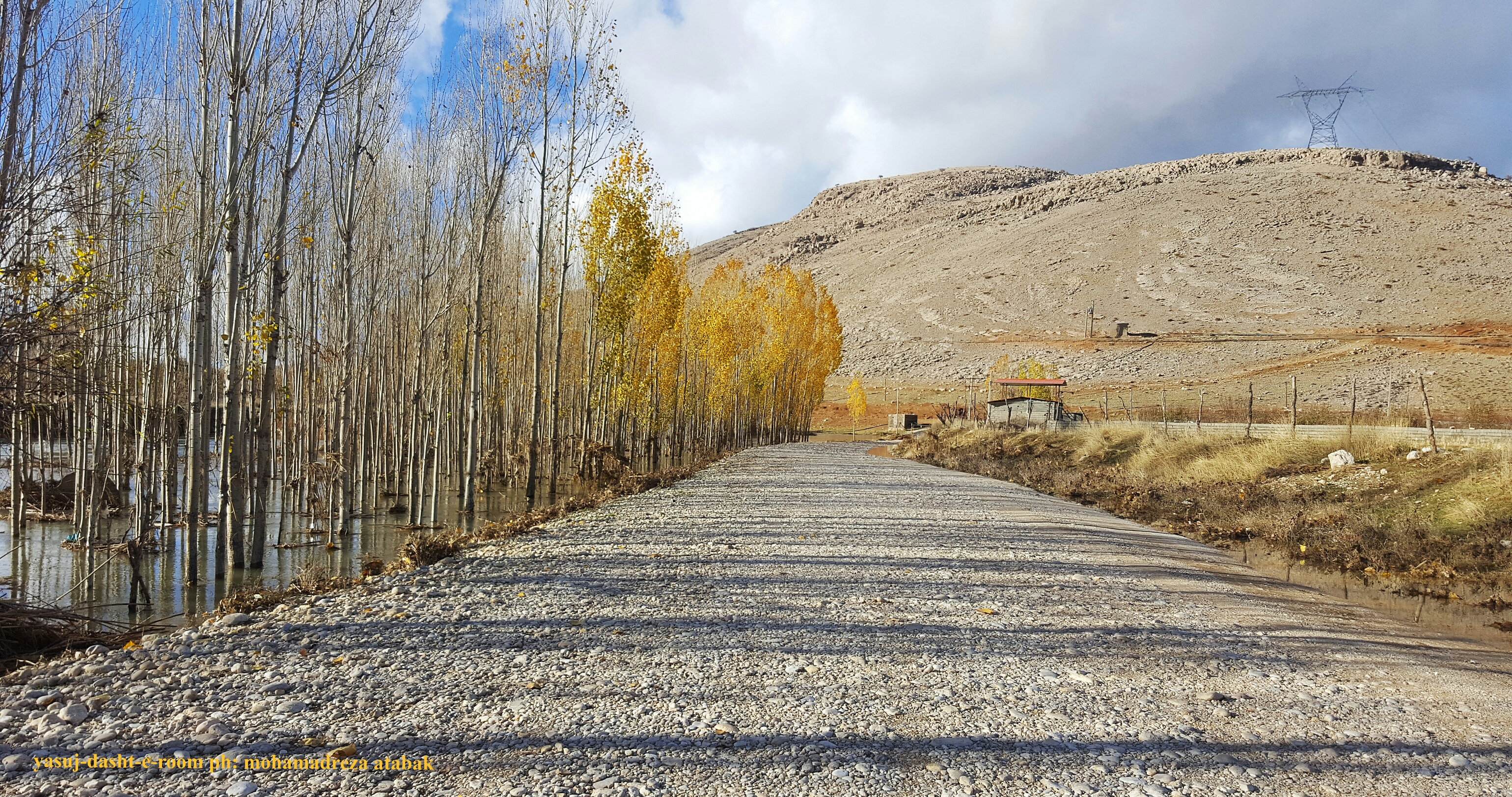
آذرماه ۱۳۹۷
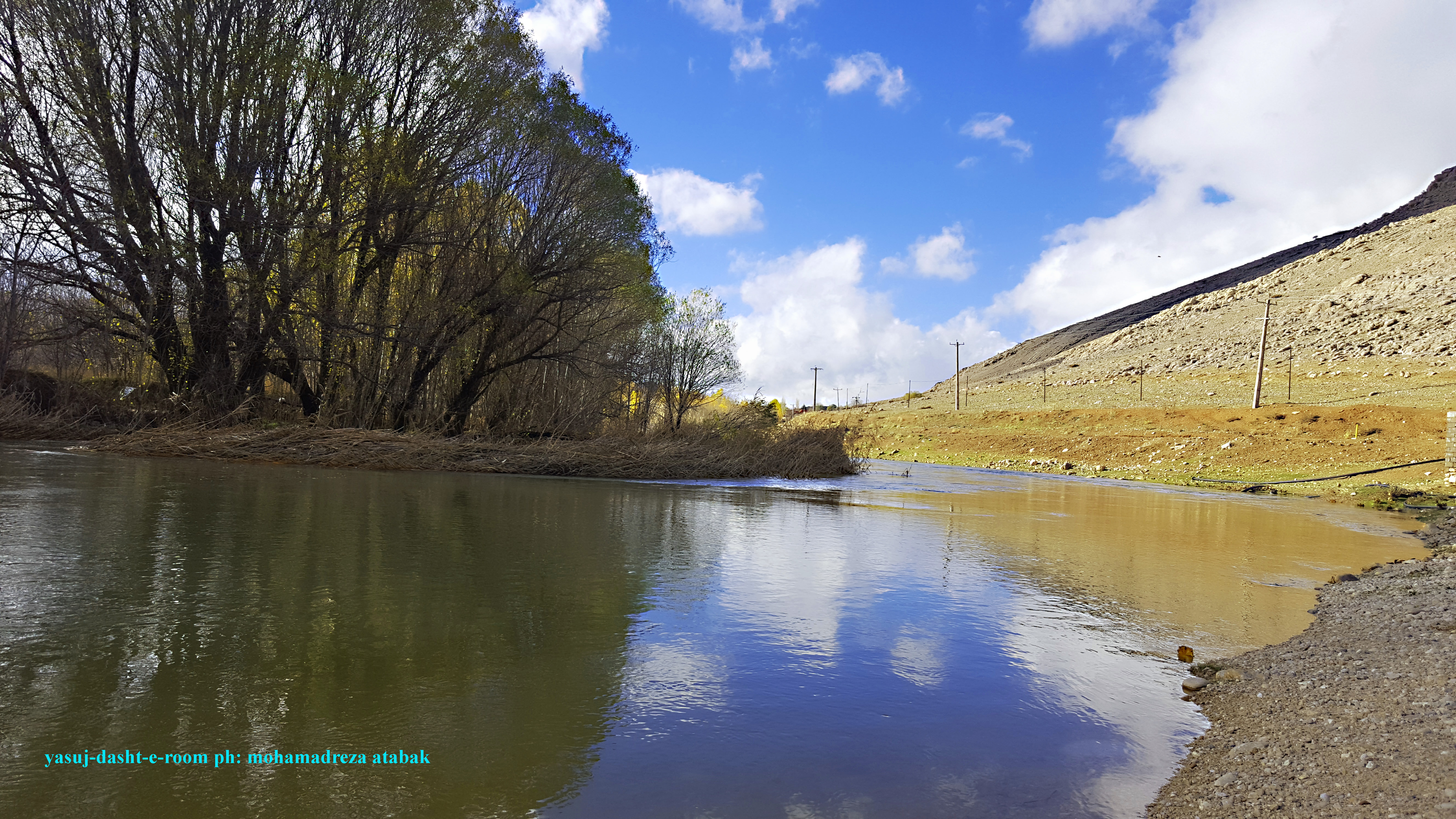
آذرماه ۱۳۹۷  رودخانه دشتروم
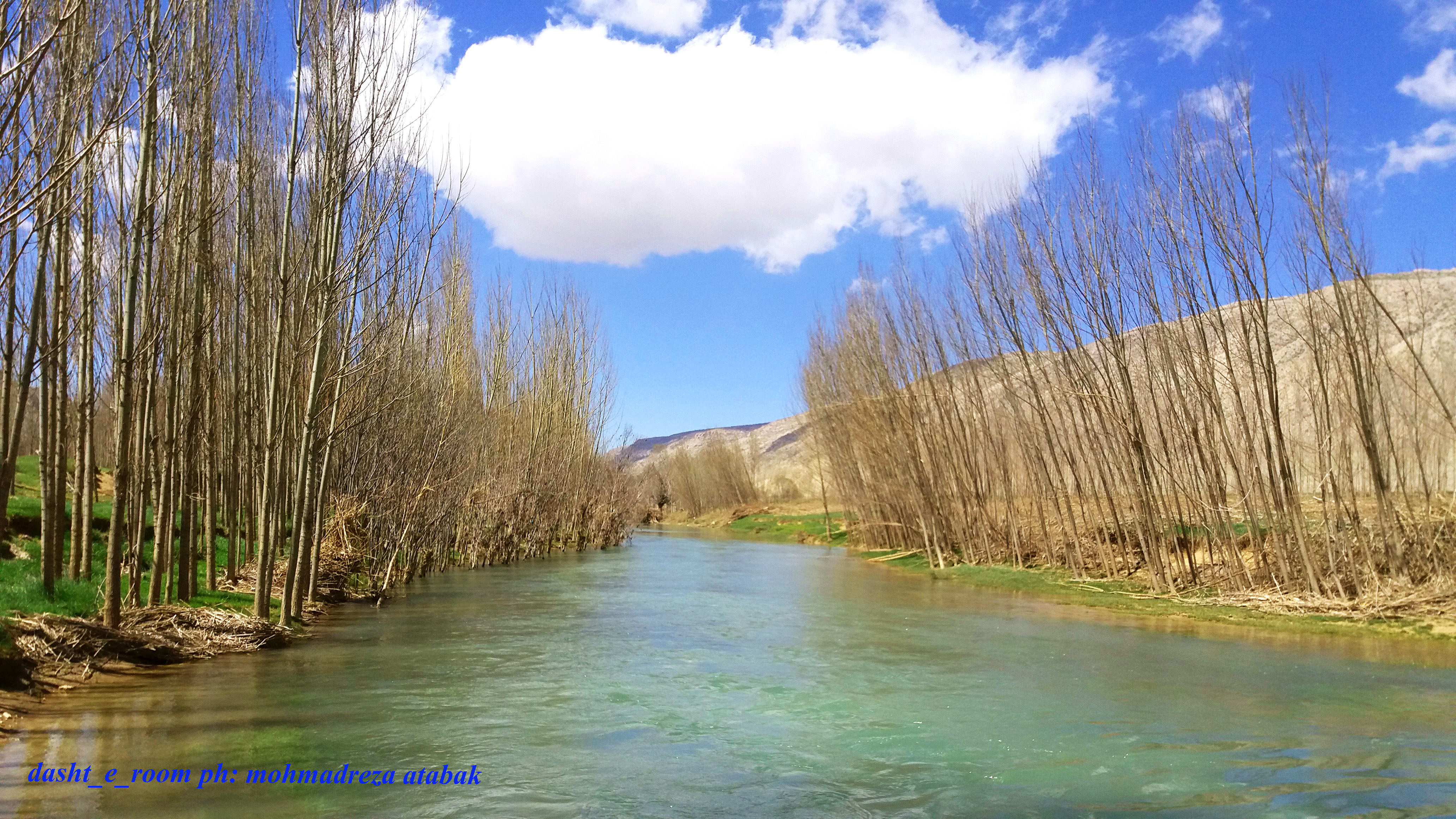
آذرماه ۱۳۹۷  رودخانه دمکره دشتروم
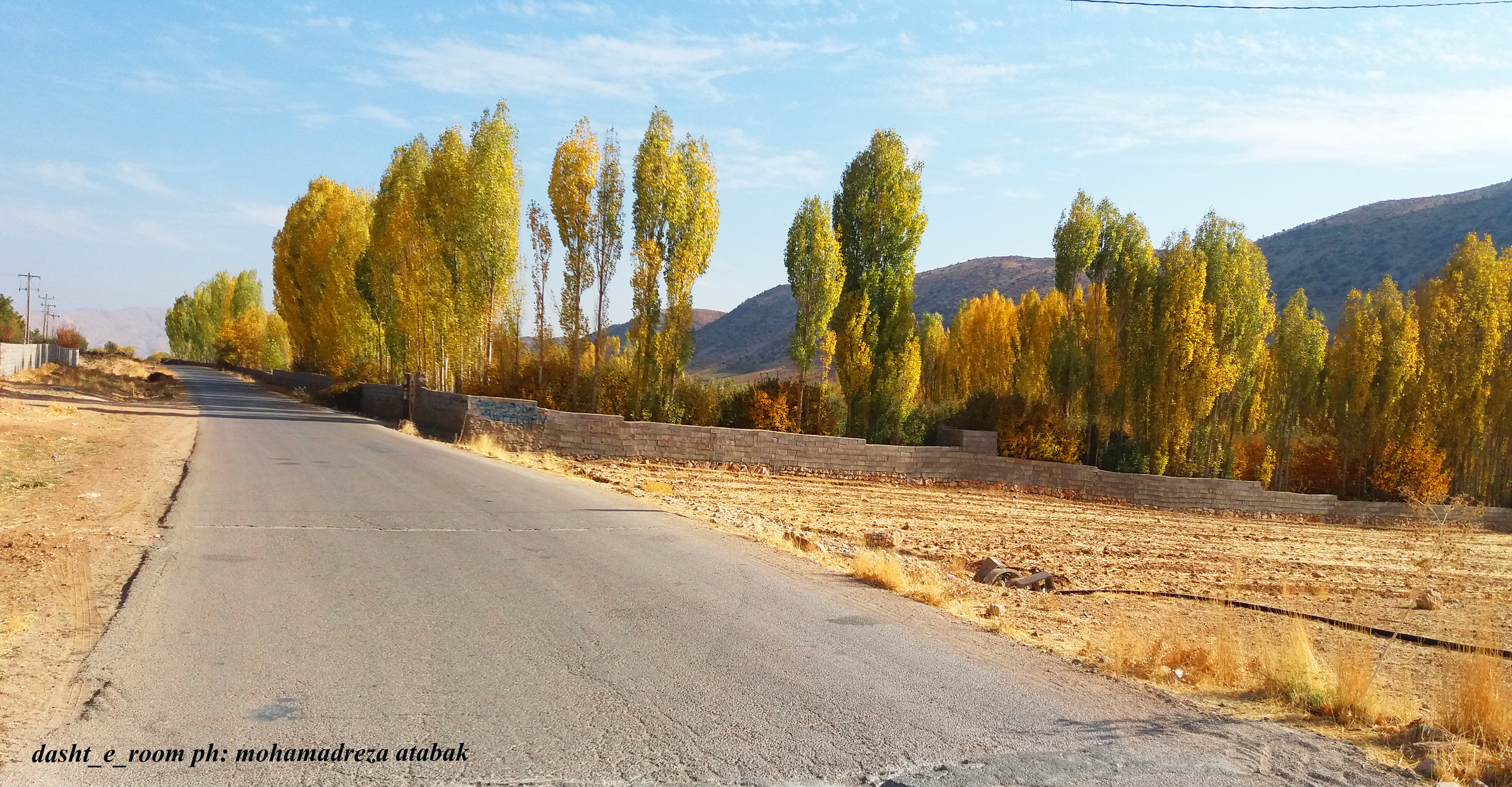
آذرماه ۱۳۹۷  امیر آباد دشتروم
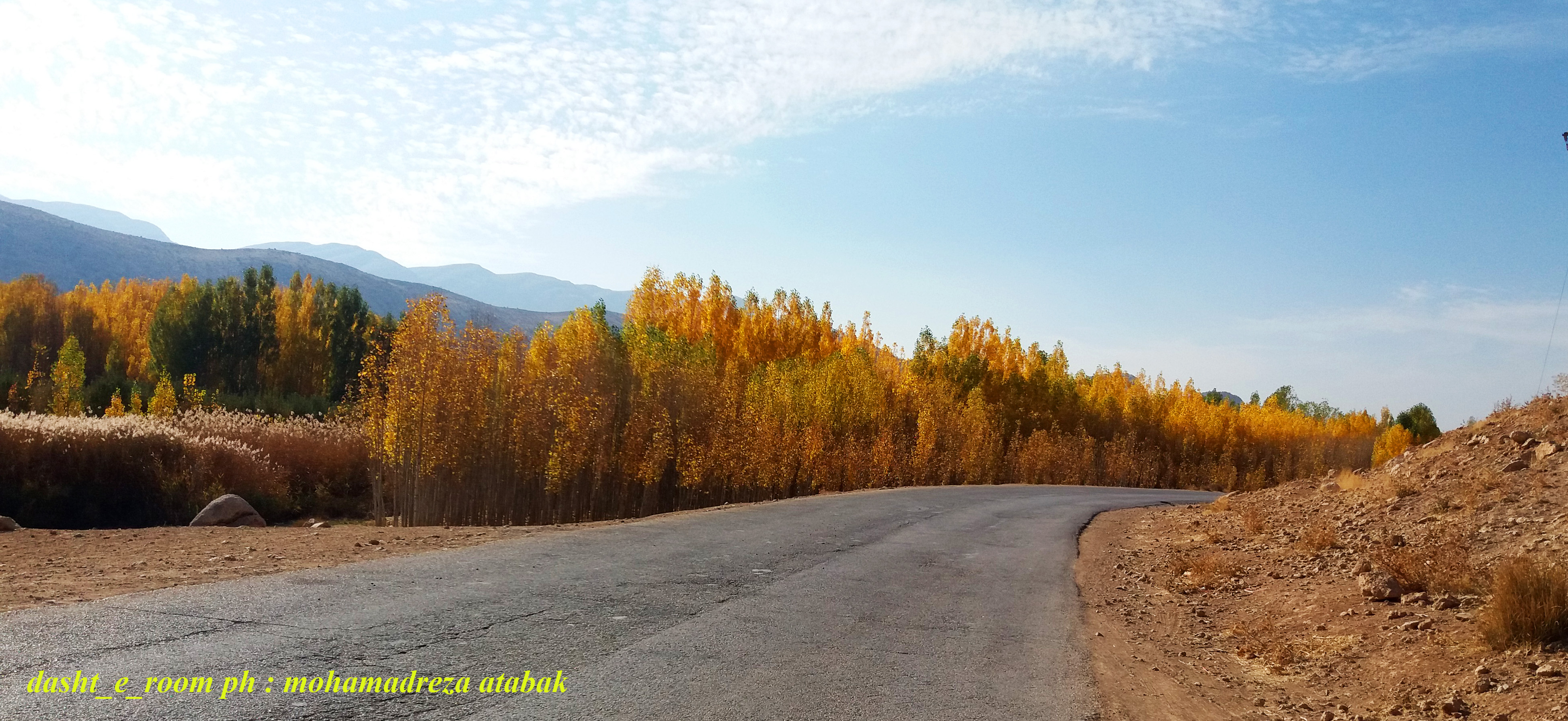
آذرماه ۱۳۹۷   دشتروم
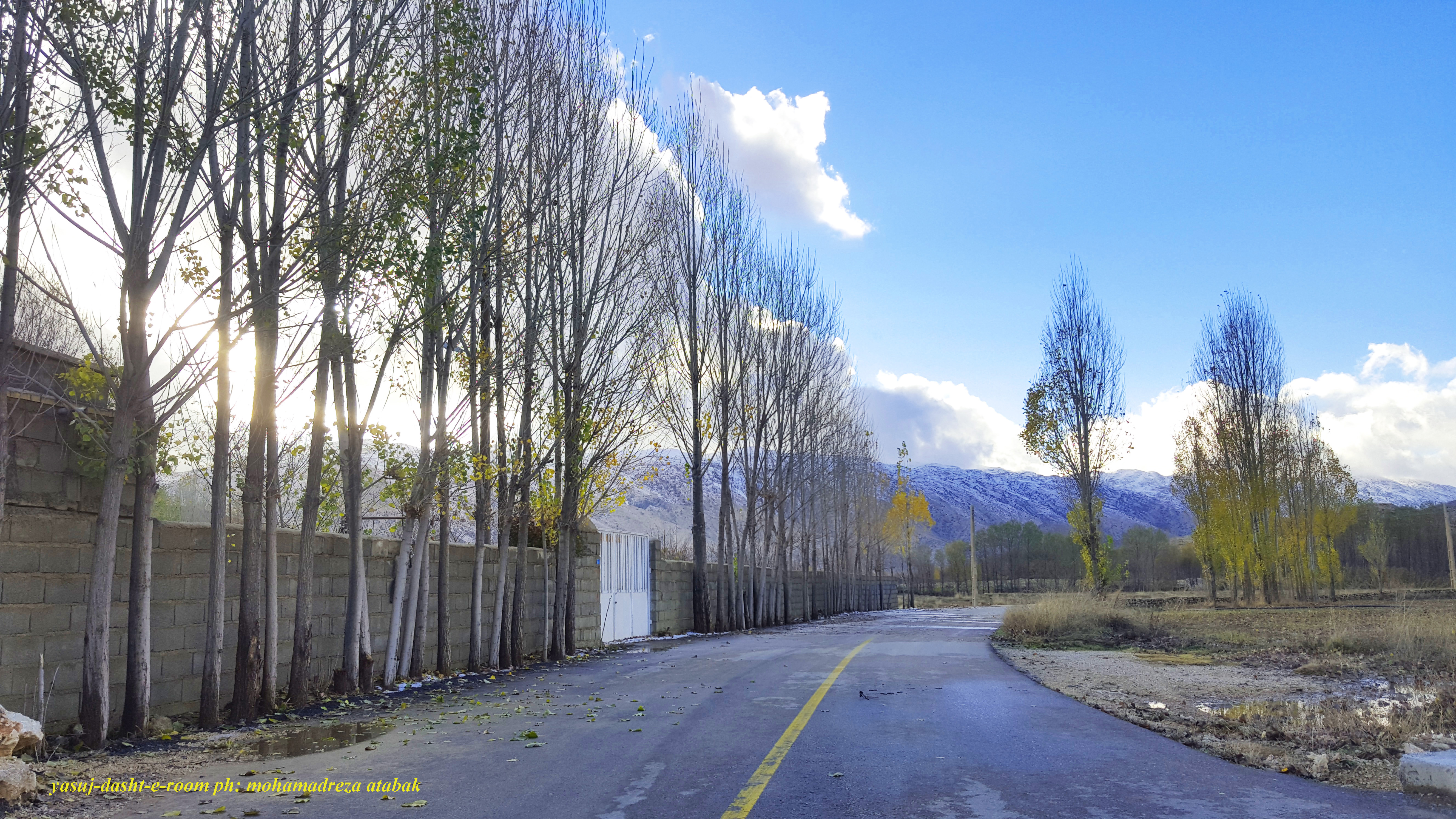
آذرماه ۱۳۹۷  مور صفا دشتروم
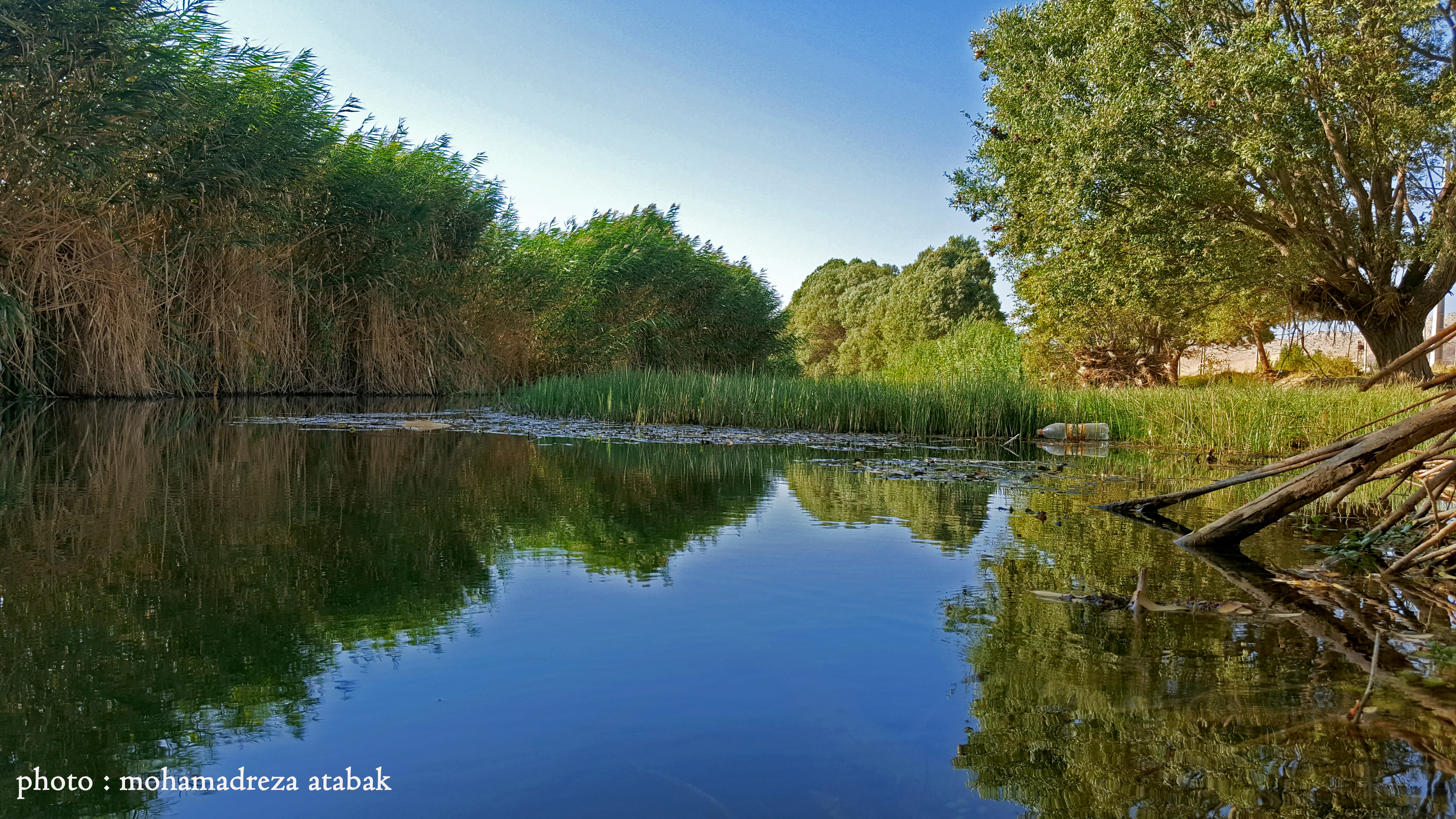
دشتروم مورصفامحمدرصا اتابک